# Географія Об'єднаних Арабських Еміратів

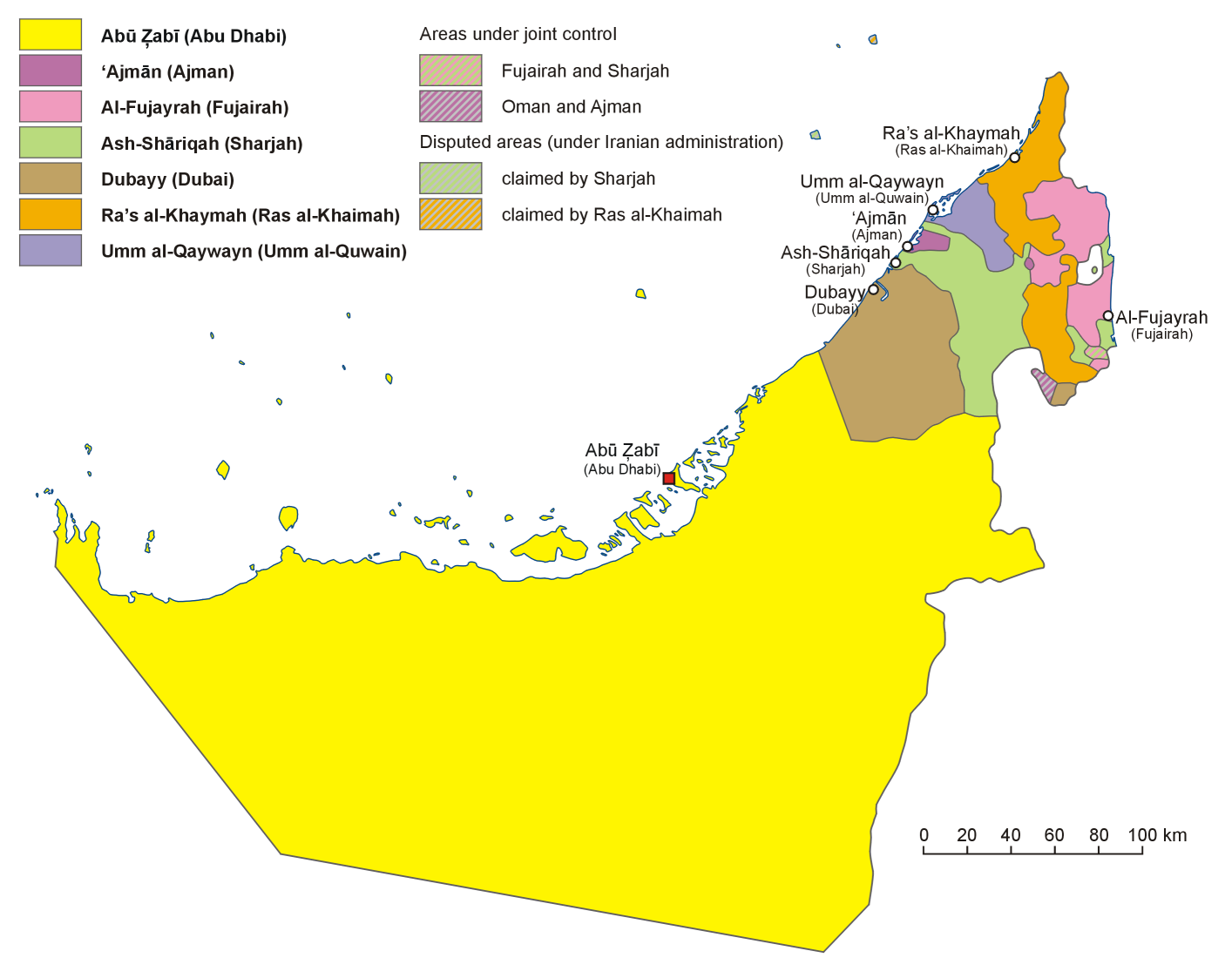
Емірати ОАЕ

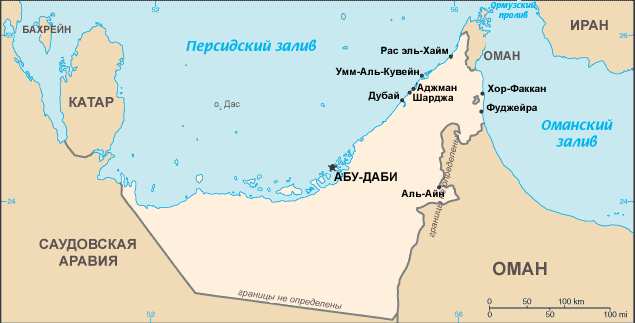
Карта ОАЕ

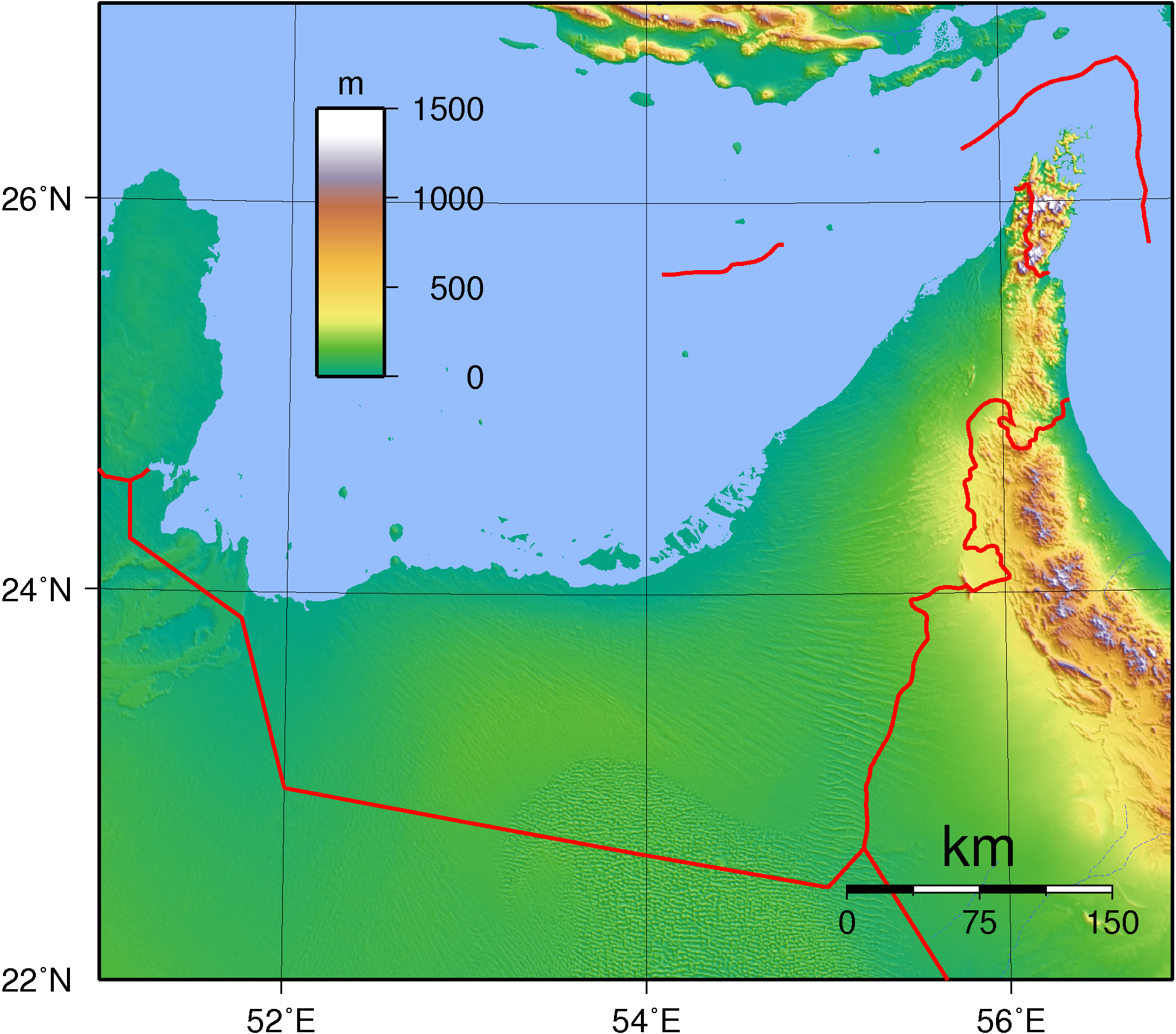
Топографічна мапа ОАЕ

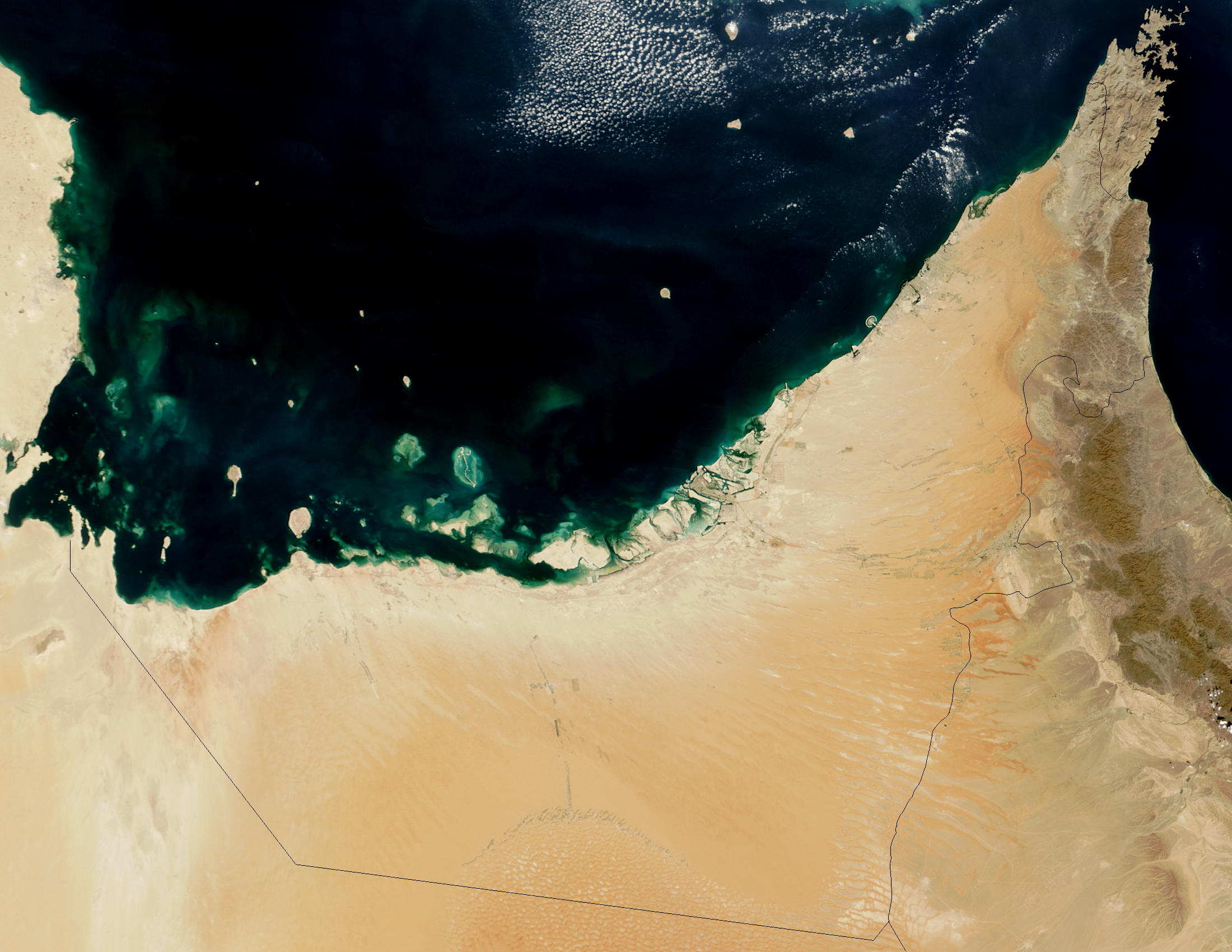
ОАЕ з космосу

Географія Об'єднаних Арабських Еміратів
Об'єднані Арабські Емірати, (United Arab Emirates), (ОАЕ) — федерація семи еміратів Абу-Дабі, Дубай, Шарджа, Аджман, Умм-ель-Кайвайн, Ель-Фуджайра і Рас-ель-Хайма; ОАЕ знаходиться в південно-західній Азії в Перській затоці, межує на південному-заході із Саудівською Аравією і на південному-сході з Оманом.
ОАЕ лежать між 22° 50' та 26° північної широти і між 51° і 56° 25' східної довготи. Країна має 530-кілометровий кордон з Саудівською Аравією на заході, півдні та південному сході, і 450-кілометровий кордон з Оманом на південному-сході.
Велика частина території ОАЕ являє собою пустельну рівнину. На сході вона переходить в кам'янисте плато (вис. до 1127 м), на півдні зливається з піщаною пустелею Руб-ель-Халі, а на заході переходить в кам'янисту пустелю Ель-Джафура. Великі площі займають солончаки, особливо в приморських районах. 
Клімат країни посушливий, перехідний від тропічного до субтропічного. На Сході, в Ель-Фуджайрі, літо дещо менш спекотне й вологе завдяки близькості Індійського океану та гір. Середньомісячні температури коливаються від 20 до 35 °С, максимальні — до +50 °С. Кількість опадів становить близько 100 мм на рік, у горах — 300—400 мм.
Гідрографічна мережа складається із сезонних річок — ваді. Постійних річок немає.
Рослинність представлена сухими травами й чагарниками. У пустельних районах мешкають зайці, тушканчики, газелі, одногорбий верблюд, деякі види ящірок і змій. Прибережні води Перської затоки багаті рибою (сардини, оселедець, скумбрія, морський окунь і тунець) та перлами. Є павукоподібні і ракоподібні, багатоніжки, представники 24-х рядів комах. Корінна фауна перебуває на межі зникнення. З метою охорони ссавців саван і пустель (зокрема антилопи арабської та леопарда) створений заповідник Бані-Яс на однойменному острові.
Сільгосподарські угіддя займають 4,6 % території, рілля — 0,5 %, пасовища — 3,6 %, ліси — 3,8 %. В оазисах поширені виноградники, плантації фінікової пальми, акації, тамариск, евкаліптове дерево. 